# Erateina pelorica
Erateina pelorica là một loài bướm đêm trong họ Geometridae.